# Août 1873

## Événements
- 12 août : le khanat de Khiva signe un traité de protectorat avec la Russie.

## Naissances
- 2 août : Alphonse Baugé, coureur cycliste français († 23 octobre 1938).
- 27 août : Maud Allan, danseur.

## Décès
- 2 août : Ernst Friedrich Versmann, théologien prussien (° 14 juillet 1814).
- 4 août : Viktor Hartmann, architecte et peintre russe (° 5 mai 1834).
- 21 août : Pierre-Amédée Durand, graveur français (° 15 mars 1789).